# Зигмонди, Рихард
Рихард Адольф Зигмонди (Жигмонди, нем. Richard Adolf Zsigmondy; 1 апреля 1865, Вена — 23 сентября 1929, Гёттинген) — австро-венгерский, а затем немецкий химик, лауреат Нобелевской премии по химии в 1925 году «за установление гетерогенной природы коллоидных растворов и за разработанные в этой связи методы, имеющие фундаментальное значение в современной коллоидной химии, так как все проявления органической жизни в конечном счете связаны с коллоидной средой протоплазмы».

## Биография
Зигмонди родился 1 апреля 1865 года в Вене (Австрийская империя, ныне Австрия) в венгерской семье врача Адольфа Жигмонди и поэтессы Ирмы Сакмари. Адольф Жигмонди сделал много для продвижения стоматологии в Австрии, являлся изобретателем нескольких хирургических инструментов и устройств, а также автором нескольких научных и медицинских работ. Отец поощрял интерес своих четверых детей к науке. Он умер, когда Рихарду было пятнадцать лет. Один из братьев Рихарда Карл стал известным математиком. Мать Зигмонди поощряла детей к занятиям спортом, проведению свободного времени на открытом воздухе, а также к искусству. Поэтому большую часть детства Рихард и его братья провели занимаясь скалолазанием, альпинизмом, плаванием и дайвингом. Кроме того, уже с раннего возраста Рихард проявлял интерес к химии и имел дома небольшую лабораторию, где проводил химические опыты по книге Штокхардта (нем. Stoeckhardt) «Школа химии».
Зигмонди начал своё обучение на медицинском факультете Венского университета под руководством Э. Людвига (нем. E.Ludwig), где изучал основы количественного анализа. Позже окончил Венский технический университет (1887) и Мюнхенский университет (1889), где изучал органическую химию под руководством Вильгельма фон Миллера (нем. Wilhelm von Miller). После получения докторской степени в университете Мюнхена, он на некоторое время остаётся там работать ассистентом фон Миллера, после чего переезжает в Берлин, где работает на аналогичной должности у профессора физики Кундта (нем. Kundt). В 1893 году переходит работать в Венский технический университет, где занимается преподавательской деятельностью. В 1907 году становится профессором Гёттингенского университета, а также директором Института неорганической химии при этом же университете. В этом университете он проработает до своего ухода на пенсию в феврале 1929 года.
С 1898 года работал над методикой получения коллоидных растворов и их ультрафильтрации. В 1903 году Зигмонди совместно с Г. Зидентопфом изобрёл щелевой ультрамикроскоп, а затем (1913) так называемый иммерсионный ультрамикроскоп.
Предложил классификацию коллоидных частиц. С помощью ультрамикроскопии и других разработанных им методов Зигмонди провёл многочисленные исследования броуновского движения коллоидных частиц, коагуляции и других процессов.
В 1903 году Зигмонди женился на Лауре Луизе (нем. Laura Luise, в девичестве Müller), дочери профессора патологической анатомии в Йене Вильгельма Мюллера (нем. Wilhelm Müller). У них было две дочери — Аннмари и Кати. Аннмари была замужем за доктором Эрихом Хюккелем, работавшим ассистентом Петера Дебая в Цюрихе.
Зигмонди умер в Гёттингене 24 сентября 1929 года, через несколько месяцев после окончания научной деятельности.
Похоронен на Гёттингенском городском кладбище.

## Память
- В 1976 г. Международный астрономический союз присвоил имя Рихарда Зигмонди кратеру на обратной стороне Луны.
- Изображен на австрийской почтовой марке 1979 года.

## Сочинения
- Zur Erkenntnis der Kolloide. — Jena. 1919.
- Das kolloide Gold. — Lpz. 1925 (совместно с P. A. Thiessen); в русском переводе — Коллоидная химия. 2 изд. Хар. — К. 1933.